# ダークアベンジャーズ
『ダークアベンジャーズ』（Dark Avengers）は、マーベルコミックスより出版されるコミックのオンゴーイングシリーズである。スーパーヒーローチームのアベンジャーズのバリエーションのひとつを扱ったタイトルであり、今作では正体を偽って活動するスーパーヴィランで構成されるチームが主役を務める。

## 出版史
シリーズは、「ダークレイン」と題されたマルチシリーズ・ストーリーの一環として、2009年1月付けの第1号で開始された。第1号では脚本はブライアン・マイケル・ベンディス、作画はマイク・デオダートが担当した。ベンディスはチームの背景にある考え方を「これらはハードコアな悪人だ。彼らはドアを閉めてビジネスを引きうけ、そして人々が望むものを作り上げるために着飾る」と説明した。これは『サンダーボルツ』で描かれたノーマン・オズボーンと対照的であるが、同誌のアンディ・ディグルは、彼がチームを「はるかに秘密主義的ではるかに致命的な、私設の殺し屋集団」に変えると説明した。
シリーズは2010年に「シージ」のストーリーラインの結末を受け、『ダークアベンジャーズ』第16号を以て終了となった。
2013年に『サンダーボルツ』誌が第175号より『ダークアベンジャーズ』に改題されている。

## プロット
政府は以前よりサンダーボルツを率いており、スクラルによる地球侵略を食い止めて社会的なヒーローとなっていたノーマン・オズボーンにチームの再編を一任した。オズボーンはまたスパイ組織S.H.I.E.L.D.の指揮権を与えられた後にそれをH.A.M.M.E.R.に変え、さらにその庇護下で新しいアベンジャーズ・チームを結成する。

### 第1-6号
チーム結成時は旧サンダーボルツのメンバーと新たな雇用者で構成され、セントリー、アレス、ノォ・ヴァア（キャプテン・マーベル）、ムーンストーン（ミズ・マーベルに変装）、ヴェノム（マック・ガーガン、スパイダーマンに変装）、ブルズアイ（ホークアイに変装）、ダケン（ウルヴァリンに変装）が参加し、またオズボーン自身も押収して赤と青の塗装を施したアイアンマンのアーマーを装着してアイアンパトリオットを名乗った。チームの最初の任務はラトヴェリアでドクター・ドゥームをモーガン＝ル・フェイから救出することであった。ラトヴェリアからの帰還後、オズボーンはローニンがテレビに出演してオズボーンが過去に起こした殺人事件と彼への不信を訴えたことで発生した影響に対処した。

### 第7-8号（「ユートピア」とのクロスオーバー）
ダークアベンジャーズは戒厳令を敷き、反ミュータント暴動を鎮圧させるためにサンフランシスコに現れる。その際にノーマンはクローク&ダガー、ミミック、エマ・フロスト、ネイモア、ダケン、ウェポン・オメガ、ミスティーク（プロフェッサーXに変装）から成る新しいX-メンを結成させた。エマ・フロスト、ネイモア、クローク&ダガーが同チームを脱退後、ノーマンはX-メンへの復讐を誓った。

### 第9-12号
コロラド州で起こった連続失踪事件を調査するため、ヴェノム以外のダークアベンジャーズはダイナソーの小さな町を訪れる。 そこでオズボーン以外の全員はテレポートで隔離され、彼はビヨンダー、メフィスト、ザラソス、エンチャントレスに囲まれて王座に座るモレキュールマンの前に自分が居ることに気付く。しかしながらモレキュールマン以外は彼の創造物であることが明らかとなる。モレキュールマンはノーマンを精神的かつ肉体的に拷問し、アベンジャーズを殺害したかと思われた。オズボーンの秘書であるビクトリア・ハンドは投降したふりをして時間を稼ぎ、その後ボイドがモレキュールマンを破った。セントリーとボイドにはモレキュールマンと同様の能力があることが判明したt。セントリーは自分自身を取り戻してムーンストーンからの診断を受けることに同意し、またビクトリア・ハンドもノーマンに治療を受けるように要求した。オズボーンは自身のオフィス内でロキによってグリーン・ゴブリン化するように誘導される。

### 第13-16号（「シージ」とのタイイン）
アスガルド人への宣戦布告を済ませた後、ノーマン・オズボーンはダークアベンジャーズとイニシアチブの者たちにアスガルド侵攻の準備を始めさせた。ノーマンはボイドという暗黒面を持つセントリーを秘密兵器と想定した。
回想でロバート・レイノルズが薬物により超能力を手に入れ、スーパーヒーローのセントリーとしての人生を贈る一方でボイドという悪の人格が生まれたことが語られる。オズボーンはレイノルズがボイドを引き継ぐことを認め、彼に自分の殺人指令を実行させた。オズボーンはレイノルズに力を与えた血清を再現することに成功し、彼に与えることで依存関係を作り上げた。セントリーは妻リンディとの関係の不安定さから太陽に飛び込んで自殺を試みたが、不死身であるために死ねなかった。オズボーンはセントリーの弱点と化しているリンディを殺害するようにブルズアイに命じる。ブルズアイはリンディの遺体をヘリコプターから海に捨て、駆けつけたセントリーには自ら身を投げたと伝えた。セントリーは遺体を探しに飛び出したが、リンディを失った彼の心は完全にボイドに支配され、パワーもこれまで以上に増幅していた。
「シージ」事件の後、ノーマン・オズボーンはラフト刑務所に収監された。ムーンストーン、ブルズアイ、ヴェノムはヒーローたちから捕らえられ、またダケンは軍から逃亡した。またダークアベンジャーズの秘書をしていたビクトリア・ハンドはキャプテン・アメリカにより再登用された。

### 「シージ」以降
ムーンストーンはルーク・ケイジ率いる新生サンダーボルツに加わった。ノォ・ヴァアは未来を救うためのタイムマシーンを作るためにアベンジャーズに再雇用された。ビクトリア・ハンドはその優れた洞察力を買われ、スティーヴ・ロジャースによってルーク・ケイジのアベンジャーズ（ニューアベンジャーズ）への協力を命じられた。ブルズアイは護送兵から逃亡するが、後にシャドウランドで旧敵のデアデビルによって重傷を負わされる。「シージ」終了時に逃亡していたダケンは「ダークレイン」で自分が殺した後に蘇ったフランケン・キャッスルと対峙した。マック・ガーガンのシンビオートは除去され、彼は投獄され、その後アリスター・スマイスによって脱獄させられてスコーピオンとしての活動に戻った。

### ニューダークアベンジャーズ
ノーマン・オズボーンとH.A.M.M.E.R.によって新しいダークアベンジャーズが結成された。メンバーとしてスカー、ゴーゴン、アイ・エーパエク、ジューン・コビントン博士、サペリア、トリックショットが加わり、ハイドラとA.I.M.により支援された。またオズボーンとA.I.M.はダークアベンジャーズに参加させるためにラグナロクを再製作した。

## ロースター

### 設立メンバー
| キャラクター         | 本名・正体           | 加入号                                     | 備考 |
| -------------------- | -------------------- | ------------------------------------------ | --- |
| アイアンパトリオット | ノーマン・オズボーン | 『ダークアベンジャーズ』第1号（2009年3月） | 元リーダー。『ダークアベンジャーズ』第16号で逮捕される。アイアンマンとキャプテン・アメリカの両方を表すためにスタークのアーマーのデザインを変更した。 『ニューアベンジャーズ』（第2期）第18号でチームを再結成し、スーパーアダプトイドとなるが、後にまた逮捕され、昏睡状態となる。 |
| 「スパイダーマン」   | マック・ガーガン     | 『ダークアベンジャーズ』第1号（2009年3月） | 『ダークアベンジャーズ』第16号で逮捕される。ヴェノムスーツが政府に押収された後はスコーピオンとなった。 |
| 「ミズ・マーベル」   | カーラ・ソーフェン   | 『ダークアベンジャーズ』第1号（2009年3月） | 『ダークアベンジャーズ』第16号で逮捕され、『サンダーボルツ』第144号でルーク・ケイジのサンダーボルツに加わる。『ダークアベンジャーズ』第184号でダークアベンジャーズに復帰する。                                                                                                   |
| 「ホークアイ」       | ブルズアイ           | 『ダークアベンジャーズ』第1号（2009年3月） | 『ダークアベンジャーズ』第16号で逮捕される。『Shadowland』第1号でデアデビルに殺害される。 |
| 「ウルヴァリン」     | アキヒロ             | 『ダークアベンジャーズ』第1号（2009年3月） | ウルヴァリンの息子。『ダークアベンジャーズ』第16号で逮捕から逃れる。『Uncanny X-Force』第34号で死亡する。 |
| キャプテン・マーベル | ノォ・ヴァア         | 『ダークアベンジャーズ』第1号（2009年3月） | 『ダークアベンジャーズ』第6号で脱退し、アベンジャーズに参加する。 |
| アレス               | アレス               | 『ダークアベンジャーズ』第1号（2009年3月） | 『シージ』第2号でセントリーに殺される。 |
| セントリー           | ロバート・レイノルズ | 『ダークアベンジャーズ』第1号（2009年3月） | 『シージ』第3号で暴走し、『シージ』第4号でソーに殺害される。 |

### 『フィアーズ・イットセルフ』以降の参加者
| キャラクター               | 本名・正体                     | 加入号                                                | 備考 |
| -------------------------- | ------------------------------ | ----------------------------------------------------- | --- |
| 「ウルヴァリン」           | ゴーゴン                       | 『ニューアベンジャーズ』（第2期）第18号（2011年11月） | 『ウルヴァリン』（第3期）第31号でウルヴァリンと戦い、死亡する。『Secret Warriors』第2号でザ・ハンドによって復活させられる。『ニューアベンジャーズ』（第2期）第23号で脱退する。                                 |
| 「ハルク」                 | スカー                         | 『ニューアベンジャーズ』（第2期）第18号（2011年11月） | サヴェッジ・ランドに居たところをオズボーンに勧誘されたが、実はキャプテン・アメリカの秘密任務で二重スパイとして参加した。『ダークアベンジャーズ』第175号で再加入し、『ダークアベンジャーズ』第190号で脱退する。 |
| 「ミズ・マーベル」         | デイドラ・ウェントワース       | 『ニューアベンジャーズ』（第2期）第18号（2011年11月） | オズボーン投獄後にH.A.M.M.E.R.を率いていた。『ニューアベンジャーズ』（第2期）第23号で脱退する。 |
| 「ホークアイ」             | バーニー・バートン             | 『ニューアベンジャーズ』（第2期）第18号（2011年11月） | オズボーンの勧誘により参加した。 |
| 「スパイダーマン」         | アイ・エーパエク               | 『ニューアベンジャーズ』（第2期）第18号（2011年11月） | 南米のクモの神。『Osborn』第1号でオズボーンと初遭遇する。未知の物質によってスパイダーマンの黒スーツバージョンに似たヒューマノイド形態に変身する。                                                              |
| 「スカーレット・ウィッチ」 | ドクター・ジューン・コビントン | 『ニューアベンジャーズ』（第2期）第18号（2011年11月） | 生物学者で遺伝学者。アスガルド侵攻後、『Osborn』第1号でオズボーンと初遭遇する。 |
| 「ソー」                   | ラグナロク                     | 『ニューアベンジャーズ』（第2期）第18号（2011年11月） | 現在はオズボーンの代わりにA.I.M.によって保全・修復されている。ニューアベンジャーズ打倒を目指すダークアベンジャーズを助けるために修復された。                                                                   |

### 『Marvel ReEvolution』以降の参加者
| キャラクター     | 本名・正体         | 加入号                                    | 備考 |
| ---------------- | ------------------ | ----------------------------------------- | --- |
| U.S.エージェント | ジョン・ウォーカー | 『ダークアベンジャーズ』第185号（2013年） | 元ラフトの監督官で、ダークアベンジャーズと共に平行世界に移動した。失った四肢を平行世界のヴェノム・シンビオートにより修復した後はU.S.エージェントとしての活動に復帰した。 |

## 他のバージョン

### アルティメット・マーベル
アルティメット・マーベルの世界にはダークアルティメッツと呼ばれるダークアベンジャーズのオルタナティブ版が登場する。グループは女性のカーンとリード・リチャーズの他に元アルティメッツのハルクとクイックシルバーにより構成される。

## 他のメディア

### テレビゲーム
- 『Marvel Super Hero Squad Online』ではノーマン・オズボーンとセントリーにより触れられている。
- 『Marvel: Avengers Alliance』でダークアベンジャーズが登場する。デル・ラスクが結成し、ブルズアイ（英語版）（ホークアイ）、ダケン（英語版）（ウルヴァリン）ラグナロク（英語版）、ブラック・ウィドウ（エレーナ・ベロワ）、ヴェノムが参加した。
- 『Marvel Puzzle Quest: Dark Reign』にダークアベンジャーズが登場する。チームはアレス（英語版）、ブルズアイ（英語版）、ダケン（英語版）、ムーンストーン（英語版）、ラグナロク（英語版）、セントリー、ヴェノム、エレーナ・ベロワにより構成された。

## コレクテッド・エディション
| タイトル                                       | 収録内容                                                                                           | ページ数 | 出版日                       | ISBN                                          |
| ---------------------------------------------- | -------------------------------------------------------------------------------------------------- | -------- | ---------------------------- | --------------------------------------------- |
| Dark Avengers Volume 1: Dark Avengers Assemble | Dark Avengers #1–6                                                                                 | 160      | HC: 2009年9月 SC: 2009年12月 | HC: ISBN 0-7851-3851-X SC: ISBN 0-7851-3852-8 |
| Dark Avengers/Uncanny X-Men - Utopia           | Dark Avengers #7-8, "Dark Avengers/Uncanny X-Men: Utopia", "Utopia Finale", Uncanny X-Men #513-514 | 352      | HC: 2009年12月 SC: 2010年4月 | HC: ISBN 0-7851-4233-9 SC: ISBN 0-7851-4234-7 |
| Dark Avengers Volume 2: Molecule Man           | Dark Avengers #9-12                                                                                | 112      | 2010年2月                    | ISBN 0-7851-3853-6                            |
| Dark Avengers: Siege                           | Dark Avengers #13-16, Dark Avengers Annual #1                                                      | 144      | 2010年7月                    | ISBN 0-7851-4811-6                            |
| Dark Avengers: The End is the Beginning        | Dark Avengers #175-183                                                                             |          | 2013年2月                    | ISBN 0785161724                               |
| Dark Avengers: Masters of Evil'                | Dark Avengers #184-190                                                                             |          | 2013年7月                    | ISBN 0785168478                               |

全号収録本（「ユートピア」とのクロスオーバーを除く）
| タイトル             | 収録内容                             | ページ数 | 出版日    | ISBN               |
| -------------------- | ------------------------------------ | -------- | --------- | ------------------ |
| Dark Avengers Marvel | Dark Avengers #1-6, #9-16, Annual #1 | 400      | 2011年7月 | ISBN 0-7851-5650-X |

その他の関連本
| タイトル                                    | 収録内容                                 | ページ数 | 出版日                       | ISBN                                          |
| ------------------------------------------- | ---------------------------------------- | -------- | ---------------------------- | --------------------------------------------- |
| Ms. Marvel Volume 7: Dark Reign             | Ms. Marvel #35-40                        | 176      | HC: 2009年9月 SC: 2009年12月 | HC: ISBN 0-7851-3838-2 SC: ISBN 0-7851-3839-0 |
| Ms. Marvel Volume 8: War of The Marvels     | Ms. Marvel #41-46                        | 120      | HC: 2010年1月 SC: 2010年5月  | HC: ISBN 0-7851-3840-4 SC: ISBN 0-7851-3841-2 |
| Dark Wolverine Volume 1: The Prince         | Wolverine #73-74, Dark Wolverine #75-77  | 112      | HC: 2009年10月 SC: 2010年3月 | HC: ISBN 0-7851-3900-1 SC: ISBN 0-7851-3866-8 |
| Dark Wolverine Volume 2: My Hero            | Dark Wolverine #78-81                    | 112      | 2010年4月                    | ISBN 0-7851-3977-X                            |
| Siege: X-Men - Dark Wolverine & New Mutants | Dark Wolverine #82-84                    | 128      | 2010年6月                    | ISBN 0-7851-4815-9                            |
| Dark Reign: Sinister Spider-Man             | Dark Reign: The Sinister Spider-Man #1-4 | 112      | 2010年1月                    | ISBN 0-7851-4239-8                            |
| Dark Avengers: Ares                         | Ares #1-5, Dark Avengers: Ares #1-3      | 192      | 2010年4月                    | ISBN 0-7851-4406-4                            |
| Dark Reign: Hawkeye                         | Dark Reign: Hawkeye #1-5                 | 120      | 2010年5月                    | ISBN 0-7851-3850-1                            |

### 日本語版
日本語版はヴィレッジブックスより出版されている。
| タイトル                               | 収録内容 | 翻訳       | ページ数 | 出版日         | ISBN                |
| -------------------------------------- | --- | ---------- | -------- | -------------- | ------------------- |
| ダークアベンジャーズ: アセンブル       | Dark Avengers #1-6                                                                                                 | 御代しおり | 160      | 2014年6月30日  | ISBN 978-4864911498 |
| ダークアベンジャーズ: モレキュールマン | Dark Avengers #9-12                                                                                                | 御代しおり | 112      | 2014年11月29日 | ISBN 978-4864911818 |
| ダークアベンジャーズ: シージ           | Dark Avengers #13-16, Dark Avengers Annual #1                                                                      | 御代しおり | 128      | 2015年2月28日  | ISBN 978-4864911979 |
| アベンジャーズ/X-MEN: ユートピア       | Dark Avengers/Uncanny X-Men: Utopia, Dark Avengers/Uncanny X-Men: Exodus Uncanny X-Me #513-514, Dark Avengers #7-8 |            |          | 2015年11月     | N/A                 |